# Hugo von Keyserlingk
 Hugo Graf von Keyserlingk (* 4. Februar 1939 in Jena) ist ein deutscher Psychiater und Neurologe, Fotograf und Publizist.
Hugo von Keyserlingk erlernte nach dem Abitur beim VEB Carl Zeiss Jena den Beruf eines Feinmechanikers, studierte von 1960 bis 1966 an der Friedrich-Schiller-Universität Jena Humanmedizin und ging zur Facharztausbildung nach Schwerin.
1971 machte er seinen Facharzt für Psychiatrie und Neurologie an der Bezirksnervenklinik Schwerin. 1977 wurde er an dieser Klinik Chefarzt der Klinik für Suchtkrankheiten und forensische Psychiatrie. 1981 habilitierte er sich an der Akademie für Ärztliche Fortbildung in Berlin.
Nach der politischen Wende war er für die AHG (Allgemeine Hospitalgesellschaft) tätig und maßgeblich für die Errichtung einer neuen Klinik für Psychosomatik und Abhängigkeitserkrankungen in Lübstorf bei Schwerin verantwortlich und arbeitete dort bis 2006 als Chefarzt.
Seit 1982 betätigte er sich als Fotograf und konnte auf zahlreichen Ausstellungen Preise (Assofoto Moskau 1987, Internationaler Zeiss-Praktica Fotowettbewerb 1987 und 1989, ifo-scanbaltic 1990) gewinnen. 2007 wurde er auf Grund seiner künstlerischen Leistung zum Ehrenmitglied des MV-Foto e. V. ernannt.

## Ehrungen
- 1997: Verdienstkreuz am Bande der Bundesrepublik Deutschland

## Veröffentlichungen
- Liebe, Leben, Alkohol. Suchtkrankheiten im Spiegel deutscher Literatur. Mit den Lebenswegen der Dichter Reuter, Grabbe, Fallada. Pabst Science Publ., Lengerich 2004, ISBN 3-89967-127-9.
- Harald Becker. Ein Maler zwischen den Welten. Wachholtz, 2008, ISBN 978-3-529-02799-4
- Künstler und ihre Gärten in Mecklenburg-Vorpommern. Hela Baudis Text - Fotos Hugo von Keyserlingk. Schweriner Kunst- und Museumsverein e. V. 2009, ISBN 978-3-86106-113-7
- Das abenteuerliche und christliche Leben meiner Großmutter Gertrud Gräfin Keyserlingk, geborene Baronesse Hahn. Vom Schloss in Kurland nach Weimar in die Villa über dem Goethepark. Edition palmhahn, 2011, ISBN 978-3-9814487-0-2

| Personendaten    | Personendaten                                              |
| ---------------- | ---------------------------------------------------------- |
| NAME             | Keyserlingk, Hugo von                                      |
| ALTERNATIVNAMEN  | Keyserlingk, Hugo Graf von (vollständiger Name)            |
| KURZBESCHREIBUNG | deutscher Psychiater und Neurologe, Fotograf und Publizist |
| GEBURTSDATUM     | 4. Februar 1939                                            |
| GEBURTSORT       | Jena                                                       |